# Rouran

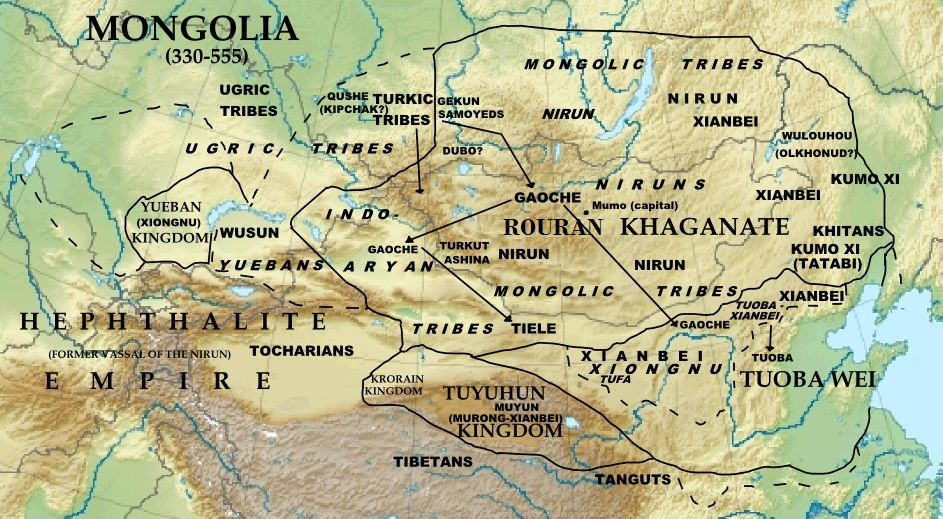
Mongolië en het noorden van China omstreeks 500. De Rouran worden hier als Nirun aangeduid

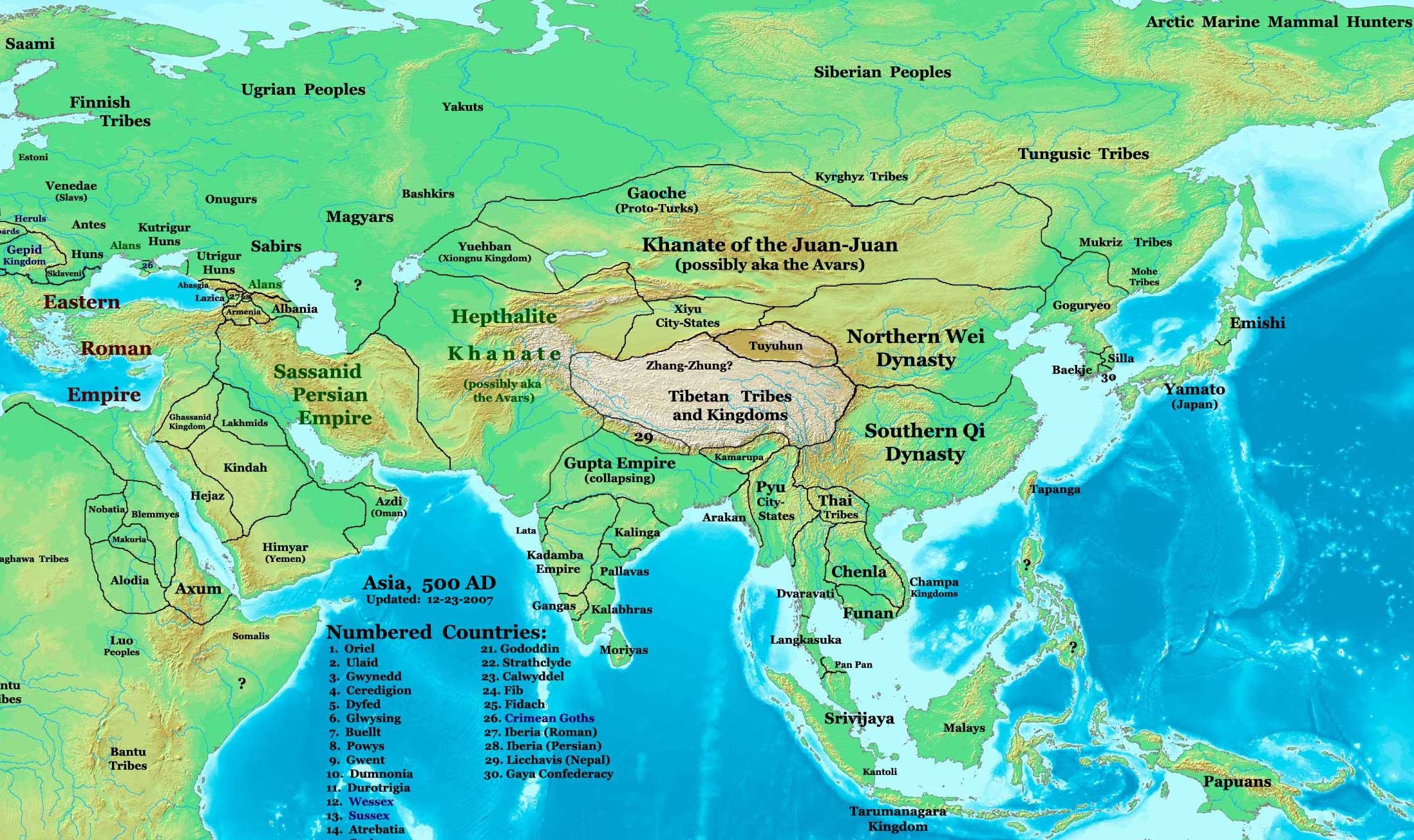
Azië rond 500

De Rouran (ook wel Juan-Juan) was een confederatie van nomadische stammen aan de noordelijke grenzen van China. Zij creëerden een stepperijk dat vanaf het eind van de vierde eeuw tot 552 bestond. De Rouran bestonden waarschijnlijk uit zowel Xiongnu als Wu-Hu. (zie Periode van de Zestien Koninkrijken).  Chinese annalen beschrijven de dynastieke grondlegger van het rijk als een vrijgemaakte slaaf van de Oostelijke Hu die met anderen gevlucht was uit het land van de Toba, de stichters van de  Noordelijke Wei-dynastie. De Toba waren oorspronkelijk een clan van de Xianbei
In die groep gevluchte personen moet de oorsprong van de Rouran gezocht worden. Die gebeurtenis moet in het begin van de vierde eeuw hebben plaatsgevonden. Oostelijke Hu was een meer algemene Chinese term voor onder meer Wuhuan of War, die toen woonden in het oosten van de huidige provincie Binnen-Mongolië. De oorspronkelijke naam van de dynastie  was  Mugulü, dat iets als  kaal  betekent, maar werd later gewijzigd in Rouran. De Toba benoemden hen later als     Ruanruan , dat een betekenis als wriemelende insecten  heeft.
De dynastie van de Rouran is verbonden met die van de Avaren in Europa, waarvan de naam overeenkomst met de middeleeuwse uitspraak van het Chinese woord Wuhuan. De dynastie was dus waarschijnlijk Wuhuan  (War) van oorsprong. Er is weinig bekend over hun taal, maar ze gebruikten in ieder geval het woord Khan. De Oostelijke Hu waren van Mongoolse oorsprong, dus wordt aangenomen dat ook de Rouran Mongools spraken.
In de periode van de khan Shilun (r. 402-410) beheersten de Rouran een gebied van Korea tot aan het Tarimbekken. De Noordelijke Wei-dynastie trachtte de Rouran te verzwakken door het sluiten van allianties mer rivaliserende stammen en herhaaldelijk invallen in hun gebied te organiseren. Vooral een confederatie van Turkse stammen, de Tiele, begon een ernstige bedreiging voor de Rouran te vormen.
In 523 brak een opstand uit in het gebied van de Noordelijke Wei-dynastie van een aantal garnizoenen in het noorden. De dynastie wist hierna  nog een decennium te overleven. De laatste khan van Rouran, Anagui (520 -550) sloot een alliantie met de ernstig verzwakte dynastie. In 534 kwam het toch tot een splitsing in de Westelijke Wei-dynastie en de Oostelijke Weidynastie. De Rouran kozen voor een alliantie met de Westelijke Wei. In 545 sloten de Oostelijke Wei een alliantie met de Turkse clan van de Ashina, die in 552 de Rouran vernietigend versloeg en het rijk der Göktürken stichtte.

## Relatie met Europa

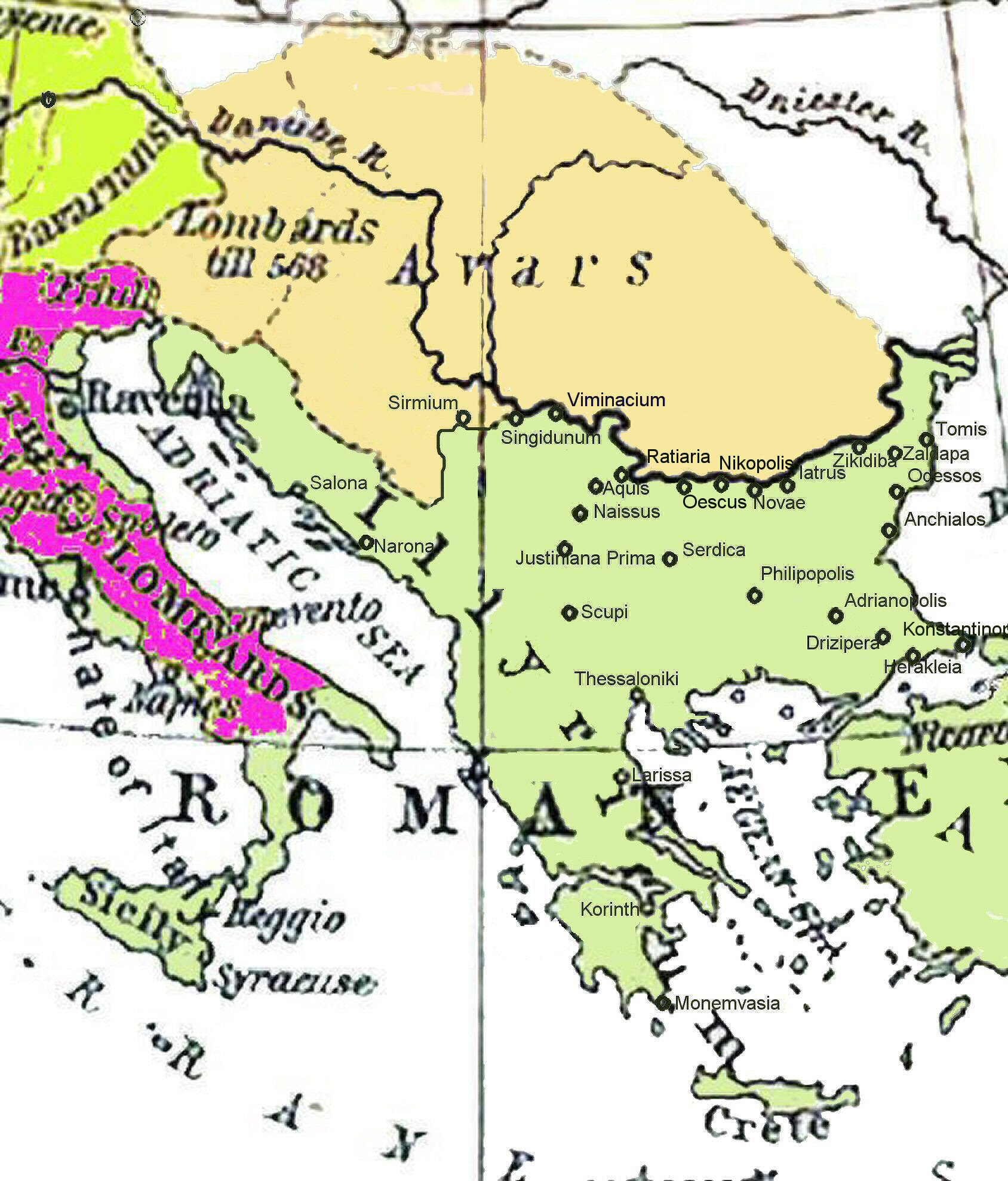
Rijk van de Avaren rond 600

Vanaf ongeveer 430 had de Rouran de Hephthalieten gesteund in Centraal-Azië in een poging daar een opmars van de Tiele te verhinderen.  Vanaf het eind van de vijfde eeuw wordt het woord War in de betekenis van Wuhuan als een etnische term gehanteerd in relatie met zowel de Hephthalieten als Turkse stammen aan de Wolga. Deze War, waarschijnlijk de meest westelijke clans van de Rouran- federatie, waren al na de eerste confrontaties met de Tiele het gebied van de steppe ten noorden van de Zwarte Zee ingetrokken. Na de overwinning van de  Göktürken volgden er meer.  In de periode van  Baianos Khaganos of Rich Khan (562-582) vormden de War het Avaarse rijk, met Hongarije als kerngebied, dat nadien door Karel de Grote weer werd vernietigd.